# Солола (департамент)
Солола́ (ісп. Sololá) — один з 22 департаментів Гватемали. Адміністративний центр — місто Солола.

## Географія
Знаходиться в південно-західній частині країни. На території департаменту лежить велике озеро Атітлан. Межує на півночі з департаментами Кіче і Тотонікапан, на заході з департаментом Кесальтенанго, на півдні з департаментом Сучитепекес, на сході з Чимальтенанго.

## Історія
2 лютого 1838 Солола об'єдналася з Уеуетенанго, Кетсалтенанго, Кіче, Реталулеу, Сан-Маркосом і Тотонікапаном в недовговічну центральноамериканську державу Лос-Альтос. Держава була зруйнована в 1840 році генералом Рафаелем Каррера, який став президентом Гватемали.

## Муніципалітети
В адміністративному відношенні департамент підрозділяється на 19 муніципалітетів:
- Солола
- Консепсьйон
- Науа
- Панахачель
- Сан-Андрес-Семетабах
- Сан-Антоніо-Палопо
- Сан-Хосе-Чакайя
- Сан-Хуан-ла-Лагуна
- Сан-Лукас-Толіман
- Сан-Маркос-ла-Лагуна
- Сан-Пабло-ла-Лагуна
- Сан-Педро-ла-Лагуна
- Санта-Катаріна-Іштауакан
- Санта-Катаріна-Палопо
- Санта-Клара-ла-Лагуна
- Санта-Крус-ла-Лагуна
- Санта-Люсія-Утатлан
- Санта-Марія-Вісітасьйон
- Солола